# Фаєттвілл (Пенсільванія)
Фаєттвілл (англ. Fayetteville) — переписна місцевість (CDP) в США, в окрузі Франклін штату Пенсільванія. Населення — 3208 осіб (2020).

## Географія
Фаєттвілл розташований за координатами 39°54′42″ пн. ш. 77°33′56″ зх. д. / 39.91167° пн. ш. 77.56556° зх. д. (39.911788, -77.565678).  За даними Бюро перепису населення США в 2010 році переписна місцевість мала площу 8,22 км², уся площа — суходіл.

## Демографія
Згідно з переписом 2010 року, у переписній місцевості мешкало 3128 осіб у 1257 домогосподарствах у складі 889 родин. Густота населення становила 381 особа/км².  Було 1315 помешкань (160/км²).
Расовий склад населення:
| - 91,0 % — білих - 4,1 % — чорних або афроамериканців - 0,6 % — азіатів - 0,4 % — корінних американців - 1,3 % — осіб інших рас |

До двох чи більше рас належало 2,5 %. Частка іспаномовних становила 3,7 % від усіх жителів.
За віковим діапазоном населення розподілялося таким чином: 22,5 % — особи молодші 18 років, 58,8 % — особи у віці 18—64 років, 18,7 % — особи у віці 65 років та старші. Медіана віку мешканця становила 41,6 року. На 100 осіб жіночої статі у переписній місцевості припадало 95,6 чоловіків;  на 100 жінок у віці від 18 років та старших — 92,1 чоловіків також старших 18 років.
Середній дохід на одне домашнє господарство  становив 53 624 долари США (медіана — 45 333), а середній дохід на одну сім'ю — 62 299 доларів (медіана — 53 250). За межею бідності перебувало 12,7 % осіб, у тому числі 20,7 % дітей у віці до 18 років та 0,0 % осіб у віці 65 років та старших.
Цивільне працевлаштоване населення становило 1521 особа. Основні галузі зайнятості: освіта, охорона здоров'я та соціальна допомога — 23,3 %, роздрібна торгівля — 17,9 %, виробництво — 15,3 %.